# Wolesi Jirga
Wolesi Jirga (tudi Hiša ljudi; iz Pašto ulus (pleme) in jirga (šotor)) je spodnji dom Državnega zbora Afganistana (zgornji dom je Mešrano Jirga). 
Wolesi Jirga je sestavljen iz 249 delegatov, ki so izvoljeni na neposrednih volitvah na podlagi proporcionalnega zastopstva za mandat 5 let.
Najmanj dva delegata iz vsake province (skupaj 64) mora biti žensk. Imenuje jih predsednik Afganistana. On tudi imenuje dva delegata invalidov in dva delegata ljudstva Kuči.
Prve volitve so potekale septembra 2005.